# Zsuravnói szerződés
A zsuravnói (żurawnói) szerződés (lengyelül: rozejm w Żurawnie, törökül: İzvança Antlaşması) egy fegyverszüneti egyezmény volt hadban álló a Lengyel–Litván Unió és az Oszmán Birodalom között. A szerződést, melyet 1676. október 17-én kötöttek meg a galíciai Żurawno (Zsuravno) város közelében, a lengyel és oszmán erők és szövetségeseik között három héten át zajló, eldöntetlenre álló zsuravnói (żurawnói) csaták előzték meg. A fegyverszüneti szerződés aláírása lezárta az 1672–76-os lengyel–török háborút. A lengyel korona visszakapta 1672-ben elvesztett területeinek egy részét. Bár az Oszmán Birodalom továbbra is fenyegetést jelentett Lengyelország határaira, hét éven át tartó békeidőszak következett, melyet Sobieski a hadsereg újjászervezésére használt fel.

## Előzmények
1669-ben Petro Dorosenko zaporozsjei kozák hetman a krími tatárok támogatásával megkísérelte elszakítani Ukrajnát a Lengyel–Litván Uniótól és az Oszmán Birodalom védnöksége alá vonni. A lázadók seregeit 1671-ben Sobieski János nagyhetman Bracławnál (ma: Braclav) legyőzte, emiatt 1672-ben IV. Mehmed szultán hadat üzent. Kitört az 1672–1676-es lengyel–török háború, melynek első évében a Köprülü Ahmed vezette oszmán had elfoglalta Podóliát, bevette a stratégiai fontosságú Kamenec-Podolszk erődöt, ostrom alá vette Lwowot. A belharcokban legyengült lengyel királyi haderő nem tudott ellenállást kifejteni. Októberben Wiśniowiecki Mihály tárgyalni kényszerült. A bucsacsi békeszerződésben le kellett mondania a Podóliai és Bracławi vajdaságokról, a Kijevi vajdaság déli részéről, sőt hűbéri adó (harács) fizetésére is köteleznie kellett magát. A megalázó szerződést a szejm elutasította, a háború kiújult. 1673-ban Sobieski János a chocimi csatában győzelmet aratott, visszafoglalta Chocim (ma: Hotin) erődjét, és benyomult Moldvába, elfoglalta Jászvásárt  is, de Michał Kazimierz Pac litván nagyhetman árulása és önkényes hazavonulása miatt Sobieskinek fel kellett adnia Moldvát. Közben meghalt Mihály király, helyére 1674 májusában Sobieski Jánost, a sikeres hadvezért választották királlyá.
A következő években Sobieski több komoly győzelmet ért el az oszmánokkal és kozák szövetségesükkel szemben. Visszafoglalta csaknem egész jobb parti Ukrajnát. 1674-től már kezére játszottak azok az ellentétek, melyek később kiváltották az 1676–81-es orosz–török háború kitörését, ugyanakkor hiába várt orosz segítséget a török ellen. Közben belső harcokat vívott saját hátországában is, politikai ellenfeleivel szemben. 1675-ben újabb oszmán–tatár offenzíva indult, ostrom alá vették Trembovla (ma Terebovlja) városát, de Sobieski felmentő seregének hírére felhagytak az ostrommal. Folytatódtak a felőrlő harcok. Az 1676. augusztusi török offenzíva Stanisławów (ma Ivano-Frankivszk) irányába tört. Żurawno (ma Zsuravno) városában, a Dnyeszter és a Krecsovka folyók között Sobieski jól védett, erődített támaszpontot és raktárbázist épített ki. Katonái 1676. szeptember 25-től október 14-ig, három héten át tartó żurawnói csatákban szilárdan dacoltak Sejtán Ibrahim pasa és Giráj kán ostromló csapataival. Mindkét sereg súlyos vérveszteségeket szenvedett, áttörést egyikük sem tudott elérni. Végül fegyverszüneti tárgyalásokba bocsátkoztak.
1676. október 17-én aláírták a zsuravnói (żurawnói) fegyverszüneti egyezményt, melyre előzetes békeszerződésként tekintettek.

## A szerződés tartalma
A fegyverszüneti egyezmény a kialakult átmeneti patthelyzetet tükrözte. Alapvetően helybenhagyta az 1672-es bucsacsi békeszerződés rendelkezéseit, az Oszmán Birodalom megtarthatta 1672-es területi hódításainak nagyobb részét, de több határkorrekciót és más engedményt tett a lengyelek javára.
- Az Oszmán Birodalom megtarthatta a közvetlen ellenőrzést egész Dnyeper-menti Ukrajna(wd) (Ukraina Naddnieprzańska) és Podólia fölött, beleértve Kamjanec-Podolszk erődjét is. Ezen a területen az oszmánok itt újjászervezték az 1672-ben létrehozott Podóliai vilajetet (Eyalet Podolya), mely egészen az 1699-es rendezésig fennállt.
- A lengyel korona az 1672-ben elvesztett területeinek csak mintegy harmadrészét kapta vissza. A Dnyeszteren túli (ún. jobb parti Ukrajna) területéből visszakapta Biała Cerkiew (ma: Bila Cerkva) városát és Pavoloh(wd) települést, a többi Petro Dorosenkoé, a szultán hűbéreséé lett. (Miután Dorosenkót 1676-ban az orosz cár megfosztotta hatalmától,  a területet Bohdan Hmelnickij egyik fia, Jurij kapta meg, aki 1677–81 között volt viselte a hetmani tisztséget).
- A podóliai Bar, Kalnyk (Kalnyik), Międzybóż(wd) (Medzsibizs) és Niemirów(wd) (Nyemiriv) településeket hivatalosan a törökök kapták meg, de Sobieski csak 1678 júniusában adta át őket, addig de facto lengyel kézben maradtak.[2]
- A „litván tatároknak” (lipekeknek) vissza kellett térniük oszmán fennhatóság alá. A határvidéken, Kamjanec-Podolszk körül telepítették le őket, ahol a török katonaság segédcsapataiként kellett működniük, a lengyel határvédelem nyugtalanítására.[3]
- A két fél között hadifoglyok kicserélésére is sor került.
- A porta – úgymond „a krími tatár kán kérelmére” – elengedte az 1672-es bucsacsi szerződésben Lengyelországra kirótt, de a szejm elutasítása miatt soha ki nem fizetett, 22 000 arany zlotyi évi összegű hűbéri adótartozást, és további követelést nem támasztott.

## Következmények
A zsuravnói (żurawnói) fegyvernyugvási szerződés révén Lengyelország királya csaknem hét esztendőnyi békéhez jutott, csaknem három háborús évtized pusztításai után. Az erélyes Sobieski megkezdte a régóta esedékes belső reformok végrehajtását.
A szejm 1677. január 14-től április 27-ig tartó varsói ülésszakán elfogadta a török háborút lezáró fegyverszüneti szerződés feltételeit.
A végleges államközi békeszerződés megkötésére 1677-ben nagy lengyel küldöttség érkezett Isztambulba, Jan Gnińskinek, Chelmno vajdájának vezetésével. A tárgyalások másfél éven át folytak, francia diplomáciai közvetítéssel. 1678-ra Gniński munkája elakadt, mert az oszmán fél megtagadta az eredeti (1672 előtti) határvonal helyreállítását. A Portával megkötött isztambuli (konstantinápolyi) békeszerződést, csupán a zsuravnói fegyverszünet rendelkezéseit erősítette meg, 1678-ban a szejm már nem ratifikálta.
Néhány év múlva, az 1683-as lengyel–Habsburg katonai szövetség megkötésével a zsuravnói fegyverszünet érvényét vesztette. 1683-ban Bécs török ostromát Sobieski János lengyel királyi hadseregének beavatkozása hiúsította meg. 1684-től Lengyelország a Szent Liga tagjaként harcolt a nagy törökellenes háború keleti frontján 1699-ig, amikor a karlócai békeszerződés helyreállította 1672 előtti lengyel–török határt és a lengyel korona visszakapta elvesztett területeit.

## Kapcsolódó információk
- Marek Wagner. Wojna polsko-turecka 1672–1676, t. 2 (lengyel nyelven). Infort Editions, 281–287. o. (2009). ISBN 9788389943347
- Dariusz Kołodziejczyk. Podole pod panowaniem tureckim, Ejalet Kamieniecki 1672-1699 (lengyel nyelven). Warszawa: Polczek, 83–85. o. (1994). ISBN 9788385272328

## Kapcsolódó szócikk
- Lengyel–török háború (1672–1676)(wd)
- Zsuravno(wd) (Żurawno / Antlaşması város)
- Zsuravnói csata(wd) (żurawnói csata)